# ジャンブール州
ジャンブール州（ジャンブールしゅう、カザフ語: Жамбыл облысы、ロシア語: Жамбылская область、Jambyl、Dzhambul）は、中央アジアのカザフスタンの州の1つ。南にキルギスタンに接し、西はテュルキスタン州、北はウルタウ州とカラガンダ州、東はアルマトイ州に接する。州都はタラズ（旧称ジャンブール）。